# Société astronomique (Allemagne)
La Société astronomique (en allemand Astronomische Gesellschaft, AG), basée à Hambourg, en Allemagne, est l'une des plus anciennes associations astronomiques d'Europe. En 1863, elle est inscrite au registre des associations.

## Histoire
En 1800, la Société astronomique unifiée est fondée à Lilienthal par deux astronomes allemands de premier plan, le directeur de l'observatoire de Gotha, Franz Xaver von Zach (1754-1832), qui créé également la première revue scientifique, la Monatliche Correspondenz (de), et Hieronymus Schröter (1745-1816), qui opère une importante astronomie lunaire et planétaire à Lilienthal dans un observatoire privé. La Société astronomique organise le deuxième congrès international d'astronomie dès 1800 et est le parrain de la "police céleste (de)" de 24 observatoires européens, qui doit organiser la recherche des astéroïdes suspects entre les orbites de Mars et de Jupiter. Cependant, il n'y a pas de lien organisationnel ou personnel direct entre cette organisation et d'autres organisations prédécesseurs telles que la Société astronomique de Leipzig, fondée en 1844, à l'AG d'aujourd'hui.

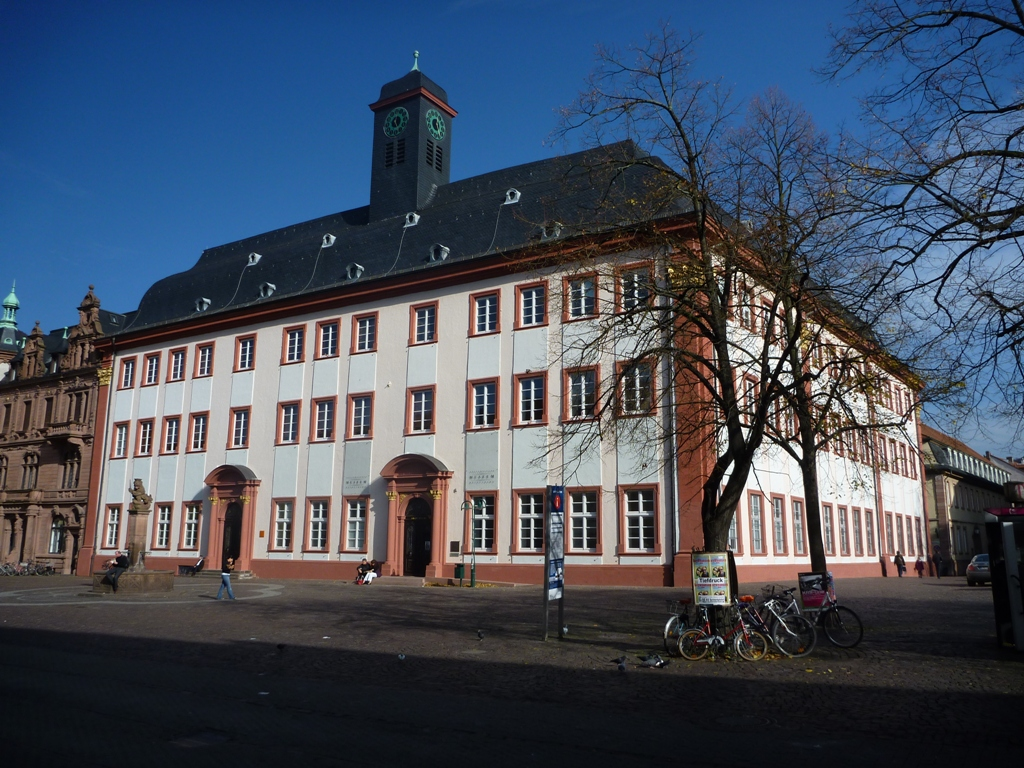
L'ancien bâtiment de l'Université d'Heidelberg : Lieu de fondation de la Société astronomique en 1863

La découverte de nombreuses petites planètes dans le système solaire à partir des années 1850 rend la normalisation et la coordination des calculs d'orbite de plus en plus urgentes, et d'autres tentatives de collaboration coordonnée entre astronomes suivent. Un premier accord a lieu lors de la réunion de la Société des naturalistes et médecins allemands (de) à Bonn en 1857. Après une réunion en septembre 1860 à Berlin, une autre réunion a lieu en août 1861 à Dresde. Seuls neuf astronomes se présentent, c'est pourquoi aucun accord n'est trouvé. Du 27 au 29 août 1863 Eduard Schönfeld, Karl Christian Bruhns et Wilhelm Foerster sont invités à une réunion à Heidelberg. C'est ici que la Société astronomique est fondée et ses statuts formulés. Julius Zech (de) de Tübingen est élu premier président.
Vers 1900, l'AG lance le catalogue d'étoiles le plus important de l'époque, l'AGK . Il est poursuit vers 1930 sous le nom d'AGK2 avec des données astrométriques plus récentes et tenant compte précisément des mouvements propres, et sous le nom d'AGK3 (de) c'est une base de données importante pour l'astronomie, la mécanique céleste et la détermination d'orbite à ce jour.
Dès le début, l'AG se considère comme une organisation internationale et, selon les statuts fondateurs, l'adhésion n'est liée à aucune nationalité. En 1945, plus de 50% des membres viennent hors d'Allemagne, dont la proportion ne diminue qu'après la Première Guerre mondiale, lorsque les scientifiques allemands et autrichiens sont ostracisés au niveau international. Le président du groupe de travail de l'époque, Elis Strömgren (de) de Copenhague, essaye avec insistance de parvenir à la réconciliation.
Sous le régime nazi, le nombre de membres diminue, après la Seconde Guerre mondiale l'AG, comme toutes les autres associations en Allemagne, doit cesser temporairement ses activités. Du 14 au 16 avril 1947, la Société astronomique de la zone britannique est rétablie à Göttingen, qui peut étendre ses activités à toute l'Allemagne en 1949. Le nombre de membres est considérablement réduit après la guerre et est de plus en plus limité aux pays germanophones. Ce n'est qu'en 1975 que le nombre de membres revient au niveau de 1930.
Après la division de l'Allemagne, il y a initialement encore des liens divers entre les deux États allemands et aussi deux assemblées en RDA (1960 à Weimar et Iéna et 1965 à Eisenach), mais il y a une séparation de plus en plus politiquement motivée de l'astronomie est-allemande. En 1969/70, 57 membres de la RDA sont contraints de déclarer leur démission de l'AG. En 1990, le conseil d'administration de l'AG décide de considérer l'adhésion de ces astronomes comme "dormante" plutôt que "caduque", leur permettant d'être réintégrés de manière informelle.
Depuis 1995, le groupe de travail est affilié à la Société européenne d'astronomie.

## Activités
L'AG compte actuellement environ 800 membres, principalement dans les pays germanophones. Elle organise une conférence scientifique au moins une fois par an, généralement liée à l'assemblée générale, et publie un rapport annuel. Les autres points focaux sont les relations publiques, le soutien aux jeunes astronomes et la promotion des cours d'astronomie dans les écoles. Un groupe de travail s'occupe de l'histoire de l'astronomie.
La Société d'astronomie décerne la médaille Karl-Schwarzschild, le prix de promotion Ludwig-Biermann (de), le prix Bruno-H.-Bürgel (de), le prix Hans-Ludwig-Neumann (de), un prix de doctorat et le prix d'instrumentation. De plus, le prix Hanno-et-Ruth-Roelin (de) est traditionnellement décerné lors de la conférence de la Société astronomique. Elle promeut également les cours à l'école, par exemple en remportant un prix spécial au concours Jugend forscht (de).

## Publications
- Les Mitteilungen der Astronomischen Gesellschaft comprennent des rapports annuels d'instituts, des nécrologies, des rapports de conférence et des rapports sur la Société. Il est publié depuis 1949 et remplace la précédente série Vierteljahresschrift der Astronomischen Gesellschaft, qui sont publiées entre 1866 et 1944.

- Rundbriefe aux membres informent deux fois par an sur l'actualité.

- Reviews in Modern Astronomy est publié depuis 1988 et publie le contenu de conférences sélectionnées. Depuis le Volume 24 apparaît comme un numéro spécial de Astronomische Nachrichten.

- La Abstract Series, qui est publiée depuis 1988, contient des résumés de présentations courtes ou d'affiches.

D'autres publications individuelles telles que des publications commémoratives ou des galeries de portraits apparaissent également.

## Présidents
- 1863–1864 : Julius Zech (de)[1] (directeur de l'observatoire de Tübingen (de))
- 1864–1867 : Friedrich Argelander[2] (directeur de l'observatoire de Bonn (de))
- 1867–1878 : Otto Wilhelm von Struve[3] (directeur de l'observatoire de Dorpat)
- 1878–1881 : Adalbert Krueger (directeur des observatoires de Helsingfors, Gotha et Kiel)
- 1881–1889 : Arthur Auwers[4] (secrétaire de l'Académie prussienne des sciences)
- 1889–1896 : Hugo Gyldén (de)[5] (directeur de l'observatoire de Stockholm)
- 1896-1921 : Hugo von Seeliger (directeur de l'observatoire de Munich-Bogenhausen (de))
- 1921-1930 : Elis Strömgren (de) (directeur de l'observatoire de Copenhague)
- 1930-1932 : Max Wolf[6] (directeur de l'observatoire de Heidelberg-Königstuhl)
- 1932-1939 : Hans Ludendorff (de)[7] (Directeur de l'Institut d'astrophysique de Potsdam)
- 1939-1945 : August Kopff [8] (directeur de l'Institut de calcul astronomique de Berlin, plus tard à Heidelberg)
- 1945-1947 : vacant
- 1947-1949 : Albrecht Unsöld (professeur de physique théorique à Kiel)
- 1949-1952 : Friedrich Becker (de) (directeur de l'observatoire de Bonn)
- 1952-1957 : Otto Heckmann (Directeur de l'Observatoire de Hambourg)
- 1957-1960 : Paul ten Bruggencate (directeur de l'observatoire de Göttingen)
- 1960-1966 : Hans Haffner (de) (professeur d'astronomie à Hambourg)
- 1966-1969 : Rudolf Kippenhahn (de) (futur directeur de l'Institut Max-Planck)
- 1969-1972 : Walter Ernst Fricke (de) (ancien vice-président de l'IAU)
- 1972-1975 : Hans-Heinrich Voigt (futur directeur de l'observatoire de Göttingen)
- 1975-1978 : Wolfgang Priester (de)
- 1978-1981 : Theodor Schmidt-Kaler (de)
- 1981-1984 : Gustav Tammann (ancien directeur de l'institut d'astronomie de l'Université de Bâle, Suisse)
- 1984-1987 : Michael Grewing[9]
- 1987–1990 : Egon Horst Schroeter[10]
- 1990-1993 : Wolfgang Hillebrandt (de)
- 1993-1996 : Hanns Ruder (de)
- 1996-1999 : Werner Pfau
- 1999-2002 : Erwin Sedlmayr (de)[11] (directeur de l'astrophysique à l'université de Berlin)
- 2002-2005 : Joachim Krautter[12]
- 2005-2008 : Gerhard Hensler[13]
- 2008-2011 : Ralf-Jürgen Dettmar [14]
- 2011-2014 : Andreas Burkert (de)
- 2014-2017 : Matthias Steinmetz (de) (directeur de l'Institut d'astrophysique de Potsdam)
- 2017-2020 : Joachim Wambsganß (de)
- depuis 2020 : Michael Kramer (de)[15] (directeur de la radioastronomie au Institut Max-Planck)

## Membres honoraires
- Rudolf Kippenhahn (de) (2016)
- Klaus Tschira (2011)
- Hans-Heinrich Voigt (2007)
- Reimar Lüst (1998)
- Martin Schwarzschild (1993)
- Erich Kirste (de) (1992)
- Wilhelm Becker (de) (1992)
- Albrecht Unsöld (1989)